# Stahlmann
Stahlmann (с нем. — «Стальной человек») — немецкая группа, играющая в стилях Neue Deutsche Härte, Industrial, EBM, в своих композициях группа соединяет жесткое гитарное звучание и глубокий вокал.
Отличительной чертой музыкантов является их внешний вид: перед каждым выступлением они покрывают себя серебряной краской для полного соответствия своему названию.

## История
Группа была основана в 2008 году в Гёттингене, Германия. История группы началась после встречи её вокалиста — Мартина Зоера и гитариста Александра Шарфе. Через некоторое время после знакомства музыканты осознали, что интересуются одной и той же музыкой; вскоре после этого на свет и появился коллектив Stahlmann. Напарники взялись за написание собственных песен, затем к ним присоединился не менее талантливый гитарист Тобиас Беркефельд. Через некоторое время команда задумалась о выступлениях на настоящих концертах, озаботившись поддержкой третьего гитариста и ударника, они начали воплощать задуманное в жизнь. Согласно рассказам Мартина, название группы было придумано совершенно спонтанно, во время барбекю: 
«На самом деле, мы сидели с Алексом за барбекю, и я как раз думал: — Хорошо, название должно каким-то образом представлять нас, а затем оно пришло само по себе.»
Придуманное название в какой-то степени определило сам стиль выступлений группы; перед концертом троица красила себя краской-серебрянкой, одевалась в черные костюмы и готовила довольно агрессивную систему освещения.
В 2009 году дебютный EP Stahlmann «Herzschlag» попал в двадцатку немецкого альтернативного чарта и обосновался там на четыре недели. 
Вскоре на Stahlmann стали обращать внимание и другие музыкальные коллективы, так что в своём первом турне по стране Stahlmann выступали на одной сцене с такими коллективами, как Doro, In Extremo, Saltatio Mortis.
В 2010 г. Stahlmann отправились на собственные гастроли, которые организовал журнал «Zillo». Успех этих гастролей вкупе с предыдущим успехом EP и активными выступлениями 'на разогреве' у других команд убедил музыкантов начать работу над первым собственным альбомом. Вскоре к работе над альбомом примкнули ударник O-Lee (экс-Die Schröders) и бас-гитарист Dirk Fire-Abend (экс-Engelhai).
3 сентября 2010 года вышел первый сингл группы — «Hass Mich… Lieb Mich».
17 сентября 2010 года, был выпущен первый официальный альбом, который получил название Stahlmann. Он выделялся электронными вставками, жесткими гитарными риффами и совершенно взрывным по звучанию голосом самого Мартина. Во многих отношениях именно этому альбому группа и была обязана своей дальнейшей популярностью.
Успех альбома придал музыкантам еще большую уверенность, они активно выступали по всей Германии, уверенно увеличивая свою армию поклонников. Алекс Шарфе из группы вскоре ушел по неким личным причинам; впрочем, на концертах он все еще иногда выступал. В конце 2011-го в команду пришел новый басист — AblaZ; периодически к основному составу группы примыкали и другие музыканты. Концертный график группы вызывал искреннее уважение, однако и на работу в студии звукозаписи у музыкантов время все же оставалось.
В 2011-м было выпущено 2 новых сингла — «Stahlwittchen» и «Tanzmaschine». Они оба были заранее подготовленным материалом для альбома «Quecksilber», который был выпущен 20 января 2012 года на лейбле AFM Records. Альбом дебютировал под номером 39 в официальных немецких чартах. В начале 2012 был выпущен сингл «Spring Nicht». В середине года стало известно, что группа готовится к записи следующего альбома.
19 апреля 2013 года группа выпустила свой третий студийный альбом, получивший название Adamant. Первый сингл, взятый от предыдущего альбома Süchtig, был выпущен 1 марта 2013 года, а 5 апреля 2013 года они выпустили второй сингл «Schwarz». «Adamant» занял 34 строчку в немецких чартах.
Осенью 2013 года, Stahlmann гастролировал с группой Vlad In Tears, провели пять шоу по всей Германии.
В 2013 году Мартином Зоером был создан новый проект «Sündenklang», который составили более лиричные композиции, не вписывавшиеся в формат Stahlmann. 24 января 2014 вышел первый альбом под названием Tränenreich.
28 августа 2015 состоялся релиз нового альбома, получившего название CO2. Альбом занял 22 место в немецких чартах.
24 февраля 2017 года мир увидел два сингла с альбома Bastard — «Bastard / Nichts spricht wahre Liebe Frei», а затем, 18 июня этого же года, вышел в свет сам альбом, занявший 39 место в немецких чартах. В звучании группа очень сильно изменилась, это видно при сравнении альбома с СО2. В «инструменталке» появилась некая дерзость, но это не помешало группе создавать по-настоящему красивые песни, такие как «Wächter» и «Supernova». Вокал также претерпел изменения. Если в альбоме 2015 года голос был в большинстве песен «кричащим», то в альбоме 2017 года он стал более уравновешенный, но в нескольких песнях сохранились некоторые придатки с СО2.
Группа организовала тур в поддержку альбома, в частности, с концертами в России (22 и 23 декабря в Санкт-Петербурге и Москве соответственно), но из-за не зависящих от группы причин, концерты перенесли на 1 и 2 февраля. Вскоре пришло сообщение о том, что и эти концерты переносятся по таким же причинам; их перенесли на 1 и 2 апреля. Но и в этот раз концерты перенесли. На этот раз причина была куда более серьёзной: смерть отца основателя и вокалиста группы Мартина Зойера. На данный момент известно, что концерты всё-таки состоятся. Пройдут они 15 сентября в Санкт-Петербурге и 16 сентября в Москве.
8 февраля 2019 года вышел сингл «Kinder der Sehnsucht», а 22 февраля — «Die Besten» из альбома Kinder der Sehnsucht, который вышел 22 марта 2019 года. Синглы сопровождали видеоклипы.
4 декабря 2020 вышел сингл «Sünder», 7 мая 2021 вышел сингл «Gottmaschine», 26 августа вышел сингл «Krähen der Nacht», последния два трека вышли в сопровождении видеоклипов. Песни входят в состав альбома «Quarz», релиз которого состоится 19 ноября 2021.

## Состав
- Martin «Mart» Soer — вокал, программирование
- Emu Stahlmann — бас-гитара
- Mario Stahlmann — гитара
- Dimitros «Tacki» Gatsios — ударные

### Участники live-выступлений
- Sid Armageddon — бас-гитара
- Dimitros «Tacki» Gatsios — ударные

### Бывшие участники
- AblaZ - бас-гитара
- Tobias «Tobi» Berkefeld — гитара, программирование
- Alex — гитара, программирование
- Fire-Abend — бас-гитара
- O-Lee — ударные
- Niklas Kahl — ударные
- Neill Freiwald — гитара, программирование
- Maximilian Thiele — ударные
- Frank Herzig — гитара
- Sascha Mordtmann - бас

## Дискография

### Студийные альбомы
| Название             | Год выпуска | Лейбл       |
| -------------------- | ----------- | ----------- |
| Stahlmann            | 2010        | AFM Records |
| Quecksilber          | 2012        | AFM Records |
| Adamant              | 2013        | AFM Records |
| CO2                  | 2015        | AFM Records |
| Bastard              | 2017        | AFM Records |
| Kinder der Sehnsucht | 2019        | AFM Records |
| Quarz                | 2021        | AFM Records |

### Мини-альбомы
| Название   | Год выпуска | Лейбл       |
| ---------- | ----------- | ----------- |
| Herzschlag | 2009        | AFM Records |

### Синглы
| Год  | Название                        | Альбом               |
| ---- | ------------------------------- | -------------------- |
| 2010 | Hass Mich..Lieb Mich            | Stahlmann            |
| 2011 | Stahlwittchen                   | Stahlmann            |
| 2011 | Tanzmaschine                    | Quecksilber          |
| 2012 | Spring Nicht                    | Quecksilber          |
| 2012 | Die Welt Verbrennt              | Adamant              |
| 2013 | Süchtig                         | Adamant              |
| 2013 | Schwarz                         | Adamant              |
| 2015 | Plasma                          | CO2                  |
| 2017 | Bastard                         | Bastard              |
| 2017 | Nichts Spricht Wahre Liebe Frei | Bastard              |
| 2019 | Kinder der Sehnsucht            | Kinder der Sehnsucht |
| 2019 | Die Besten                      | Kinder der Sehnsucht |
| 2020 | Sünder                          | Quarz                |
| 2021 | Gottmaschine                    | Quarz                |
| 2021 | Krähen der Nacht                | Quarz                |

### Видеоклипы
| Год  | Название                        | Альбом               |
| ---- | ------------------------------- | -------------------- |
| 2010 | Hass Mich..Lieb Mich            | Stahlmann            |
| 2011 | Stahlwittchen                   | Stahlmann            |
| 2011 | Tanzmaschine                    | Quecksilber          |
| 2012 | Spring Nicht                    | Quecksilber          |
| 2013 | Schwarz                         | Adamant              |
| 2015 | Plasma                          | CO2                  |
| 2017 | Nichts Spricht Wahre Liebe Frei | Bastard              |
| 2017 | Bastard                         | Bastard              |
| 2019 | Kinder der Sehnsucht            | Kinder der Sehnsucht |
| 2019 | Die Besten                      | Kinder der Sehnsucht |
| 2021 | Gottmaschine                    | Quarz                |
| 2021 | Krähen der Nacht                | Quarz                |